# Hanno Millesi (Autor)
Hanno Millesi (* 15. Mai 1966 in Wien) ist ein österreichischer Künstler und Schriftsteller.

## Leben
Hanno Millesi wurde geboren als Sohn des Chirurgen Hanno Millesi. Er studierte Kunstgeschichte an den Universitäten in Wien und Graz und an der Universität für Angewandte Kunst in Wien; er beendete dieses Studium mit der Promotion zum Doktor der Philosophie. Von 1992 bis 1999 war er Assistent des Aktionskünstlers Hermann Nitsch und von 1999 bis 2001 freier Mitarbeiter des Museums Moderner Kunst Stiftung Ludwig in Wien. Millesi lebt heute als freier Schriftsteller und Künstler in Wien. 2006 nahm er auf Vorschlag der Jurorin Daniela Strigl am Ingeborg-Bachmann-Wettbewerb in Klagenfurt teil. Neben seinen literarischen Aktivitäten wirkt er seit 1993 auch als Gitarrist bei der Band Albers mit. Von April 2016 bis Februar 2017 nahm Millesi bei der Sonderausstellung Bleistift, Heft & Laptop. 10 Positionen aktuellen Schreibens des Österreichischen Literaturmuseums teil.
Hanno Millesi ist Verfasser von erzählerischen Werken und essayistischer Prosa.
Hanno Millesi ist Mitglied der Grazer Autorenversammlung und der Interessengemeinschaft Autorinnen Autoren. Er erhielt u. a. 2000 den Jubiläumspreis der Literar-Mechana sowie 2001 und 2003 je ein Österreichisches Staatsstipendium für Literatur. Im Herbst 2017 wurde ihm der Reinhard-Priessnitz-Preis verliehen. Mit seinem Roman Die vier Weltteile, der innerhalb kurzer Zeit die dritte Auflage erreichte, war der Autor im April 2018 auf der SWR-Bestenliste sowie im Mai und im Juni desselben Jahres auf der ORF Bestenliste vertreten. Außerdem war er damit für den Österreichischen Buchpreis nominiert. Mit seinem 2021 erschienenen Roman Der Charme der langen Wege stand Millesi ebenfalls auf der Longlist des Österreichischen Buchpreises.

## Werke
- Disappearing. Klagenfurt [u. a.] 1998
- Zur Fotografie im Wiener Aktionismus. Wolkersdorf 1998
- Primavera. Klagenfurt [u. a.] 2001
- Traumatologie. Wien 2002 (zusammen mit Klaus Mosettig)
- Im Museum der Augenblicke. Wien 2003
- Ballverlust. Wien 2005 (zusammen mit Stefan Lux)
- Kalte Ekstasen. Waldhausen 2005 (zusammen mit Max Böhme)
- Mythenmacher. Wien 2005
- Wände aus Papier. Wien 2006
- Der Nachzügler. Wien 2008
- Das innere und das äußere Sonnensystem. Wien 2010
- Granturismo. Wien 2012
- Venusatmosphäre. Wien 2015
- Der Schmetterlingstrieb. Wien 2016
- Die vier Weltteile. Wien 2018
- Der Charme der langen Wege. Wien 2021
- Der junge Mann und das Meer. Wien 2023
- Zur Zeit der Schneefälle. Wien 2025

## Herausgeberschaft
- 50 Jahre Kunst aus Mitteleuropa. Wien
  - Hauptbd. 1999
  - Bildbd. 1999
- Zwischenquartier. Wien 2000
- Macht der Dinge. Wien 2001
- Austropilot. Prosa und Lyrik aus österreichischen Literaturzeitschriften der 1970er-Jahre. Wien 2016 (zusammen mit Xaver Bayer)

## Preise und Auszeichnungen
- Jubiläumspreis der literar mechana (1998)
- Staats- bzw. Projektstipendium für Literatur des Bundesministeriums für Unterricht, Kunst und Kultur der Republik Österreich (2001, 2003, 2005, 2008 und 2013)
- Literaturpreis der Edition Exil „Schreiben zwischen den Kulturen“ für Autoren mit Deutsch als Muttersprache (2010)
- Elias-Canetti-Stipendium der Stadt Wien (2011 und 2012)
- Reinhard-Priessnitz-Preis (2017)[10]